# 八重崎検校
八重崎 検校（やえざき けんぎょう、安永5年（1776年）頃 － 嘉永元年9月11日（1848年10月7日））は、19世紀前半に京都で活躍した盲人音楽家（地歌三味線、箏曲演奏家、作曲家）。

## 生涯
安永5年（1776年）頃の生まれ。浦崎検校に箏曲を師事。文化12年（1815年）検校となる。都名（いちな : 当道座に所属する盲人が名乗る名前）は三保一、または壱岐一（いきのいち）。
箏の名手として知られ、三味線の自作曲もあるが、むしろ多くの地歌、特に手事物曲に優れた箏の手付をしたことの方がはるかに有名である。文化頃に大阪の市浦検校が、地歌曲に箏の手付をする際、原曲の三味線の旋律とは違う旋律を工夫し（これを替手式箏曲と呼ぶ）、合奏の効果を高めた。それを師の浦崎検校が受けて発展させたが、更に八重崎がより工夫、洗練させ、松浦検校や菊岡検校が完成させた京流手事物を、合奏音楽として更に音楽的価値の高いものとした。
菊岡検校とは名コンビ、良きライバルとして有名で、先に検校へと登官した菊岡から食事の残り物を食べさせられたのを遺恨に思い、菊岡との合奏の際に箏を縦横無尽に弾き菊岡を打ち負かしたが、菊岡も次には八重崎を圧倒するほどの即興演奏を行い、そうこうする内に互いに打ちとけて良き楽友となったという。このコンビから生まれた曲は多く、今日でも広く演奏されている。
また、石川勾当の作品『八重衣』が三味線のあまりの難技巧のため、忘れ去られようとしているのを惜しんだ宮原検校が一計を案じ、「世間では箏の手付けの名人と讃えられているが、さすがに『八重衣』に箏の手が付けられないようでは八重崎も大したことはない」と吹聴した。それを聞いた八重崎は発奮して『八重衣』に見事な手付けを行い、以後広く演奏される曲となった。あるいは、松浦検校の作品『玉の台』には一夜で箏の手を付けたという。
このように八重崎検校の音楽的功績は多大であるが、金銭には疎く清貧な生涯を送ったことが知られ、質素な生活ぶりで、京都の両替商万屋がパトロンとして八重崎を支えていた。嘉永元年（1848年）9月11日没。
門人には、『五段砧』、『秋風の曲』、『七小町』などの作曲で知られる光崎検校、後の京都下派（しもは）に続く松崎検校、中国系箏曲、地歌の祖である備後国の葛原勾当、吉沢検校の「古今組」に手事を補作した松坂春栄ら、女性の門人には『おぼこ菊』を作曲した津留らがいる。

## 主な作品

### 箏の手付
- 八橋検校の作品
  - 『みだれ』替手
  - 『八段の調』替手
- 峰崎勾当の作品
  - 『越後獅子』
- 三つ橋勾当の作品
  - 『根曳の松』
- 松浦検校の作品
  - 『宇治巡り』
  - 『四季の眺』
  - 『四つの民』
  - 『玉の台』
  - 『若菜』
  - 『新浮舟』
- 藤崎検校の作品
  - 『榊』
- 菊岡検校の作品
  - 『茶音頭』
  - 『園の秋』
  - 『船の夢』
  - 『笹の露』
  - 『竹生島』
  - 『梅の宿』
  - 『夕顔』
  - 『御山獅子』
  - 『楫枕』
  - 『今小町』
  - 『磯千鳥』
  - 『大和橋』
- 石川勾当の作品
  - 『新青柳』
  - 『八重衣』
- 光崎検校の作品
  - 『七小町』
  - 『三津山』
  - 『桂男』
- 菊山検校の作品
  - 『春の曙』